# キゲリ5世
キゲリ5世ンダヒンドゥルワ（Kigeli V Ndahindurwa、1936年6月29日 - 2016年10月16日）は、ルワンダ王（ムワミ：Mwami、在位：1959年7月28日 - 1961年1月28日）。キゲリ5世王財団（King Kigeli V Foundation）代表。

## 略歴
- カメンベ（Kamembe）出身。
- アストリダ学院（Groupe Scolaire d'Astrida, ルワンダ）就学
- ニャンゲジ大学（Nyangezi College, コンゴ民主共和国） 就学
- 1954年 - 兄王ムタラ3世は王位に就くと、国土をフツとツチの土地に区分。
- 1959年 - ムタラ3世はベルギーによるワクチン接種後に謎の死を遂げ、ジャン＝バティスト・ンダヒンドゥルワ (Jean-Baptiste Ndahindurwa）がキゲリ5世として即位。ツチとベルギー当局の関係が悪化。
- 1959年、フツが反乱（万聖節の騒乱（英語版））。ベルギー軍は軍政を敷き、フツの支援に転換する。
- 1961年 - キンシャサに国際連合事務総長ダグ・ハマーショルドとの会談へ外遊中、ベルギー政府の支援を受けてドミニク・ムボニュムトゥワはクーデター(ギタラマのクーデター（英語版）)を起こし王政を廃止、行政権奪取。
- キゲリ5世はダルエスサラーム（タンザニア）へ逃亡（1961 - 1962年）。後にナイロビ（ケニア、1963 - 1971年）、カンパラ（ウガンダ、1972 - 1978年）、ナイロビ（1979 - 1992年）、ワシントンD.C.（アメリカ合衆国、政治難民、1992年 - ）へと移住。

- 世界各地でルワンダ紛争、被害者、調和、平和的解決等について活動。
- 1997年9月18日 - デルタ・ファイ・エプシロン（ジョージタウン大学）アルファ・チャプターで講演。題目："The Rwanda Genocide: The Most Preventable Tragedy of Our Time". [1]
- 2007年8月 - BBC のインタビュー：ルワンダ大統領ポール・カガメと対談したことを明かし、カガメはキゲリ5世帰国の自由と、自らは政府とキゲリ5世の帰国について調整する意志があることを語った。キゲリ5世は、国民が自らを統治者として受け入れる希望があればルワンダ帰国に興味があることを語る[2]。
- 2016年10月16日 - ワシントンDCの病院で病没。享年80歳。キゲリ5世は生涯独身であったため、ルワンダの王位請求者は甥にあたるエマニュエル・ブシャヤイジャ王子となり、彼はユヒ6世となった。